# Kuniya Daini
Kuniya Daini (大仁 邦彌 Daini Kuniya?,  nacido el 12 de octubre de 1944 en Hyogo) es un exfutbolista japonés que se desempeñaba como defensa.
Daini jugó 44 veces para la Selección de fútbol de Japón entre 1972 y 1976. Daini fue elegido para integrar la selección nacional de Japón para los Juegos Asiáticos de 1974.

## Trayectoria

### Clubes
| Club              | País  | Año         |
| ----------------- | ----- | ----------- |
| Mitsubishi Motors | Japón | 1970 - 1978 |

### Selección nacional
| Selección | País  | Año         |
| --------- | ----- | ----------- |
| Absoluta  | Japón | 1972 - 1976 |

## Estadística de equipo nacional
| Selección de Japón | Selección de Japón | Selección de Japón |
| Año                | Part.              | Goles              |
| ------------------ | ------------------ | ------------------ |
| 1972               | 6                  | 0                  |
| 1973               | 4                  | 0                  |
| 1974               | 7                  | 0                  |
| 1975               | 12                 | 0                  |
| 1976               | 15                 | 0                  |
| Total              | 44                 | 0                  |

## Palmarés

### Títulos nacionales
| Título                   | Club              | País  | Año  |
| ------------------------ | ----------------- | ----- | ---- |
| Copa del Emperador       | Mitsubishi Motors | Japón | 1971 |
| Japan Soccer League      | Mitsubishi Motors | Japón | 1973 |
| Copa del Emperador       | Mitsubishi Motors | Japón | 1973 |
| Japan Soccer League      | Mitsubishi Motors | Japón | 1978 |
| Copa Japan Soccer League | Mitsubishi Motors | Japón | 1978 |
| Copa del Emperador       | Mitsubishi Motors | Japón | 1978 |

### Distinciones individuales
| Distinción                                      | Año  |
| ----------------------------------------------- | ---- |
| Japan Soccer League Best XI                     | 1973 |
| Inducido al Salón de la Fama del fútbol japonés | 2023 |